# Роликовые коньки

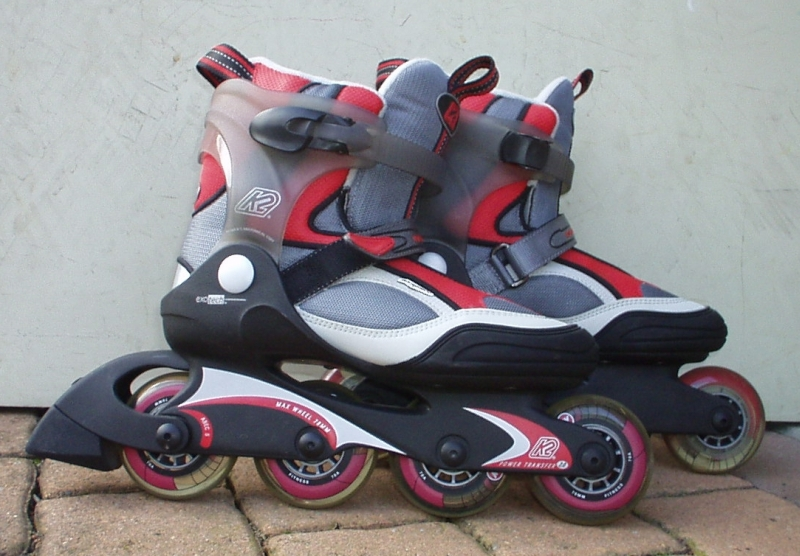
однополозные роликовые коньки с тормозом сзади

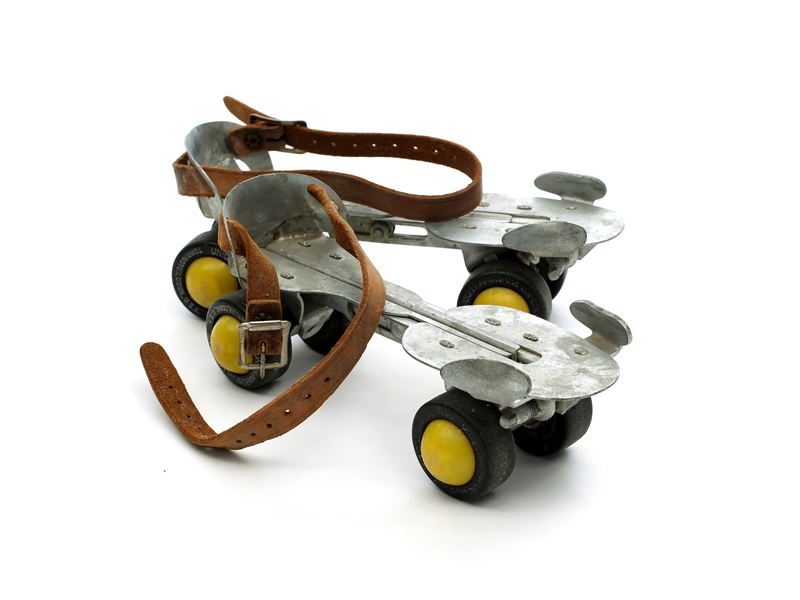
роликовые коньки надеваемые сверху на обувь

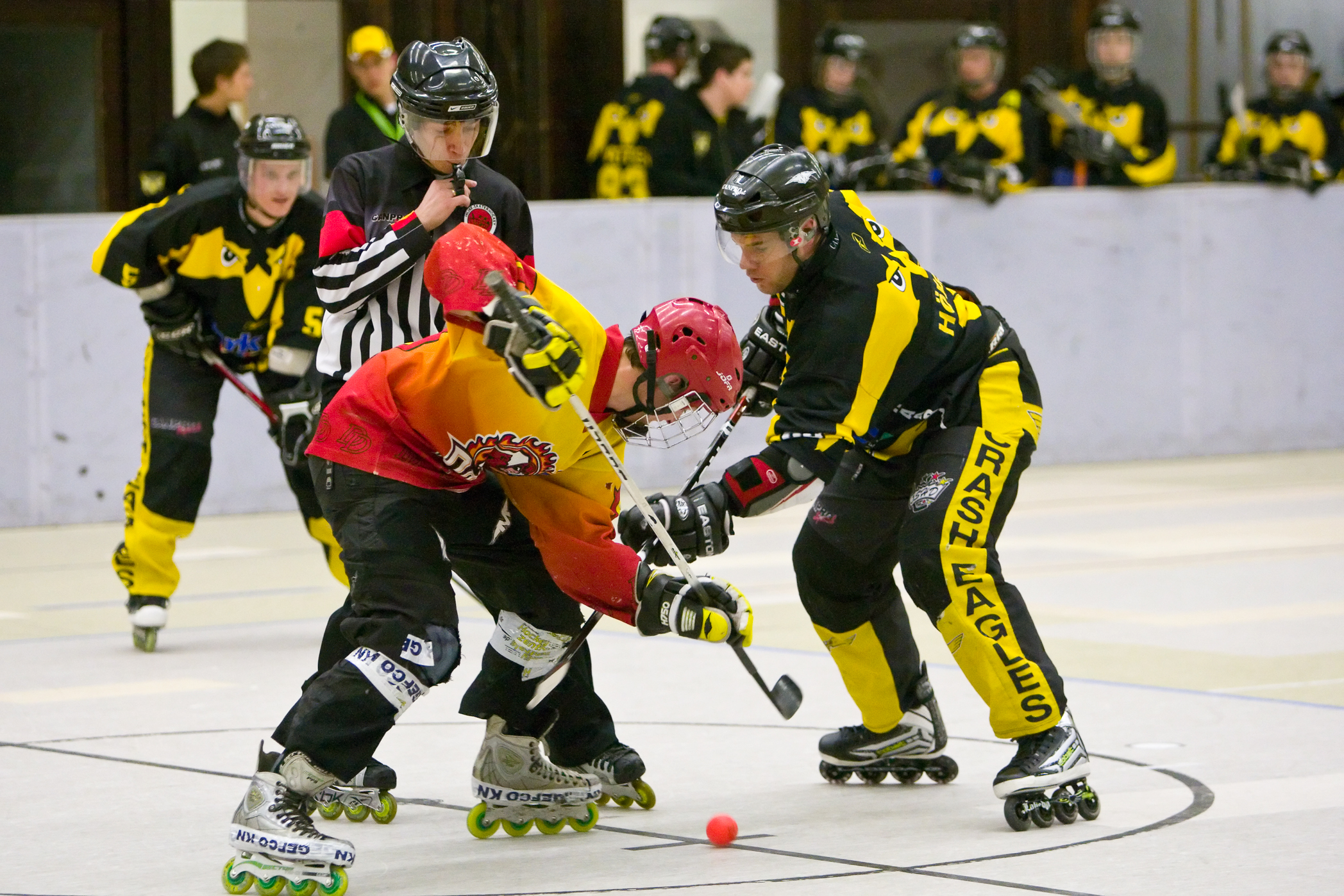
хоккей на роликовых коньках

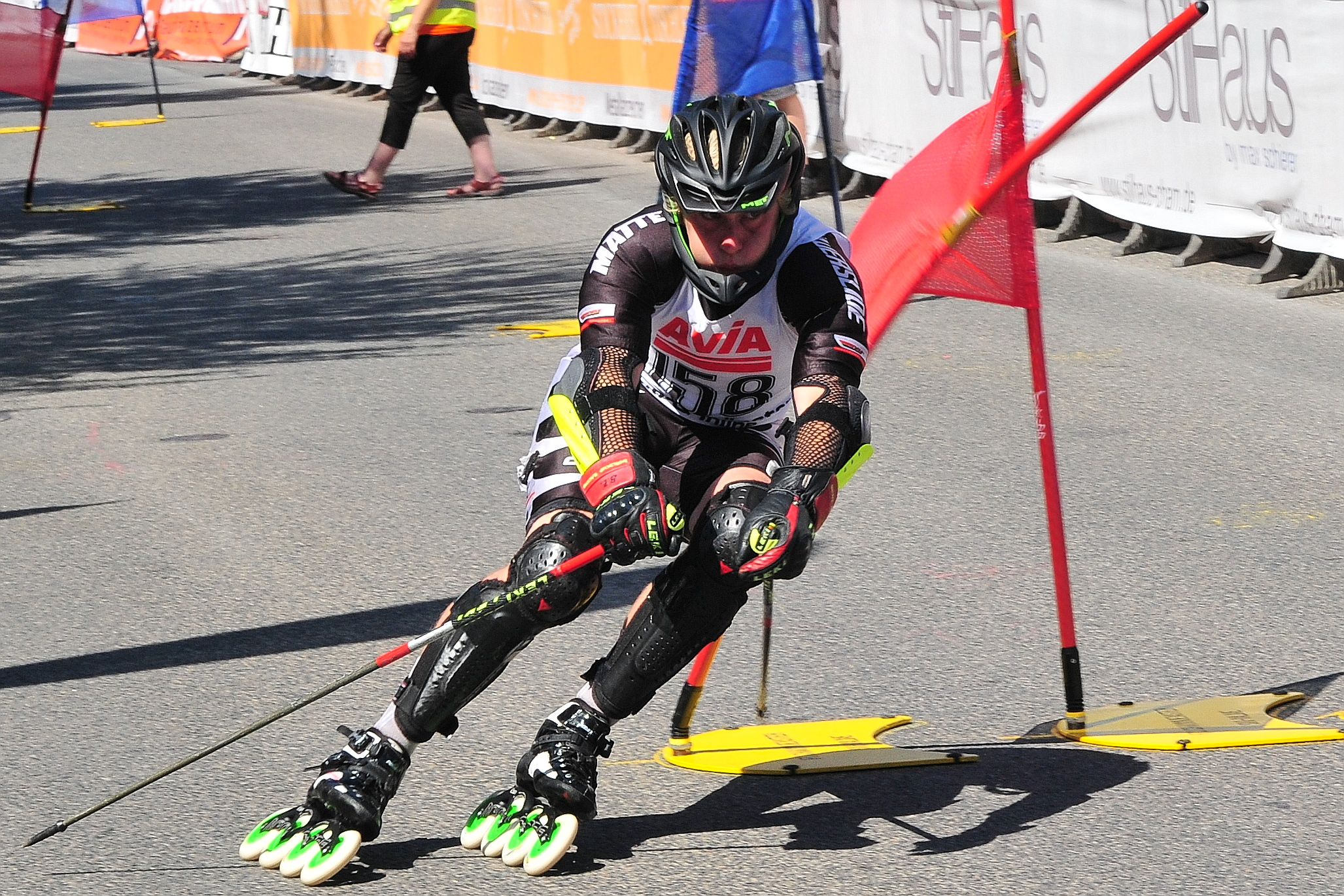
лыжники на роликах

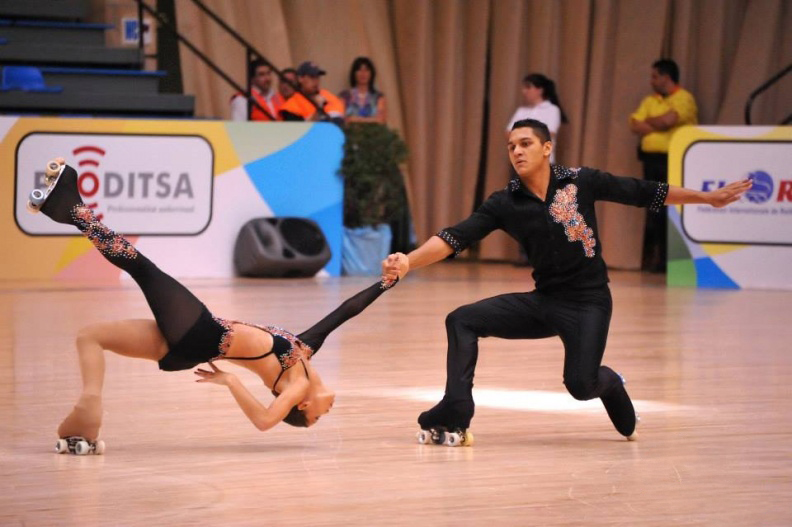
фигурное катание на роликовых коньках

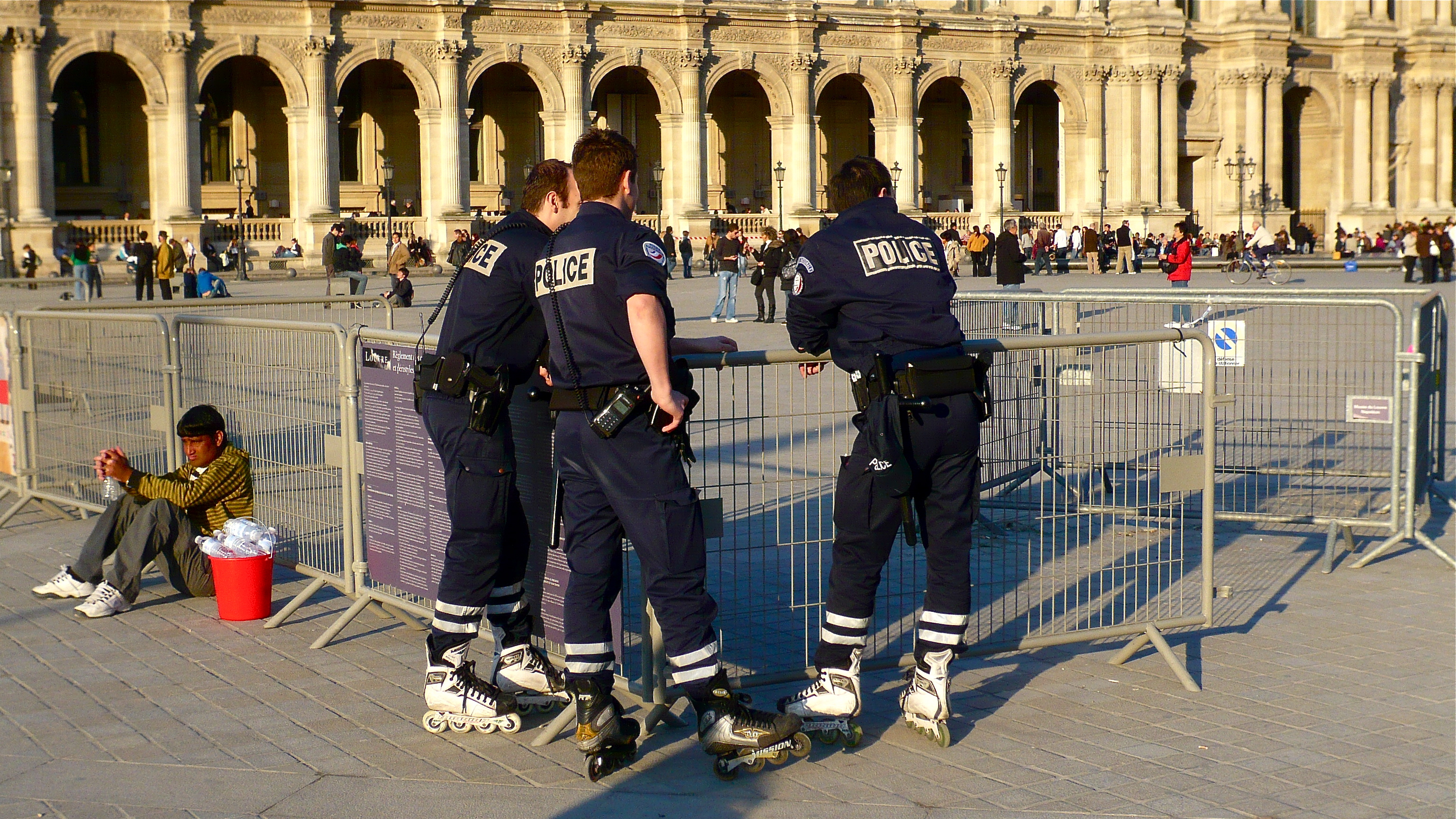
полиция на роликах в Париже

Ро́ликовые коньки́ — специальные коньки, ботинки с прикреплёнными к ним рамами, в которых закреплено от двух до пяти (и даже шести) колёс, предназначенные для передвижения по твёрдой ровной поверхности, реже по бездорожью, аналогично передвижению по льду на традиционных коньках.
Используются как спортивный инвентарь, для занятий фитнесом и активного отдыха.

## История роликовых коньков
Первая запись об использовании роликовых коньков датируется 1743 годом. Произошло это в Лондоне, имя изобретателя неизвестно. Первая задокументированная демонстрация роликовых коньков с металлическими колёсами состоялась в 1760 году. Своё изобретение представил Джон Джозеф Мерлин (англ. John Joseph Merlin). К сожалению, конструкция была несовершенной: изобретение мастера оказалось практически неуправляемым. И прямо во время бала Мерлин въехал в большое зеркало. Пострадали и зеркало, и сам изобретатель.
Первый патент на роликовые коньки был получен во Франции в 1819 году М. Птиблэ (M. Petitbled).

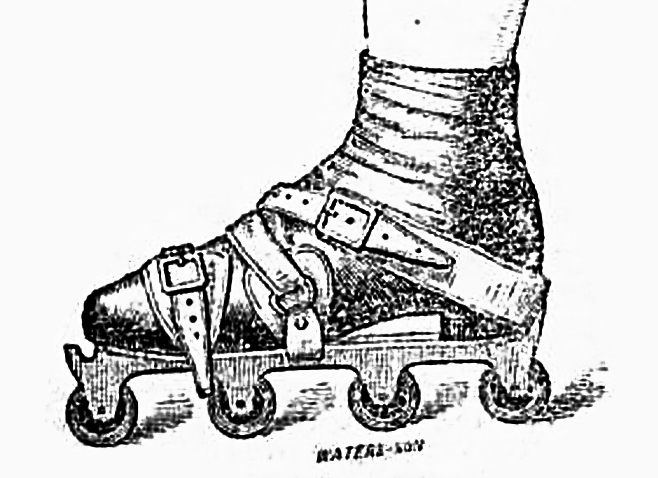
однополозные роликовые коньки, которые одеваются на обувь 1823 год

Роликовые коньки в начале XIX века не были похожи на современные. Коньки с попарным расположением колёс, двухполозные (квады), впервые появились в 1863 году в Нью-Йорке и были разработаны Джеймсом Леонардом Плимптоном (англ. James Leonard Plimpton). Первый публичный роллердром был открыт при поддержке Плимптона в 1866 году в Ньюпорте. Именно данная конструкция коньков оставалась доминирующей почти до конца XX века.

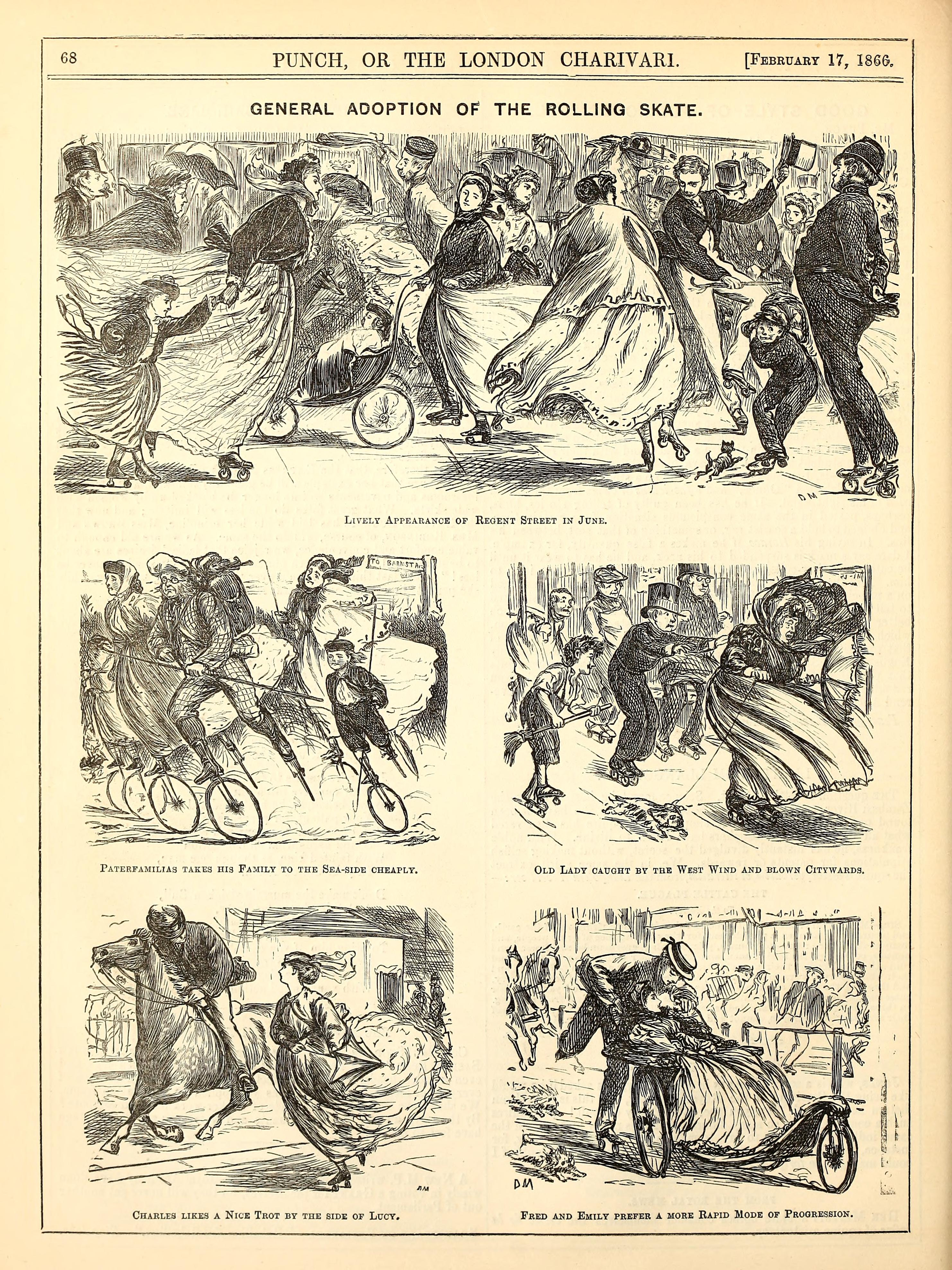
карикатура 1866 года на тему массового распространения роликовых коньков

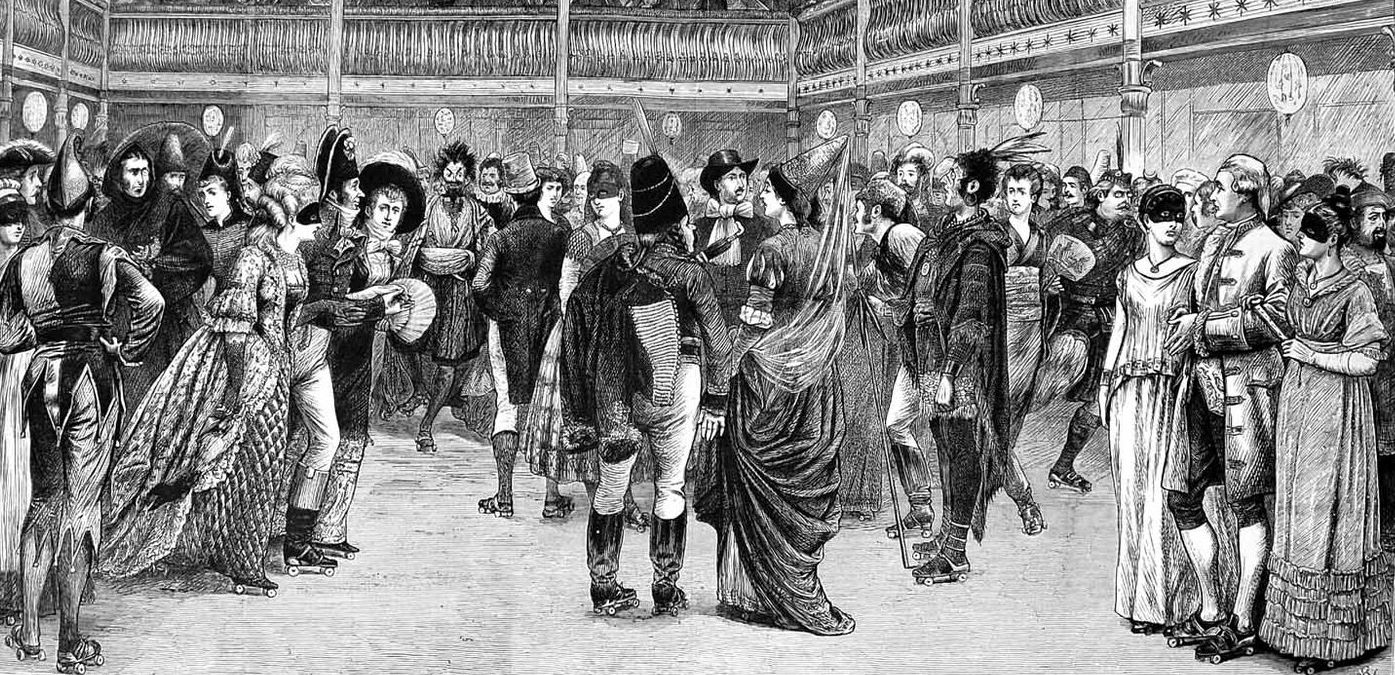
Бал-маскарад на роликовых коньках, 1877 год

В 1876 году Уильям Баун (William Bown) разработал и запатентовал прообраз современных колёс для роликов: колесо содержало 2 подшипника и ось. Тогда же в 1876 году был запатентован первый тормоз для роликовых коньков. Подобная конструкция тормоза до сих пор используется на двухполозных моделях.

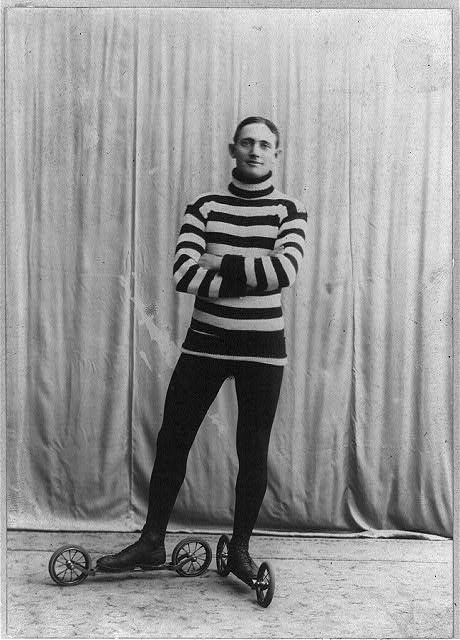
роликовые лыжи 1905 год

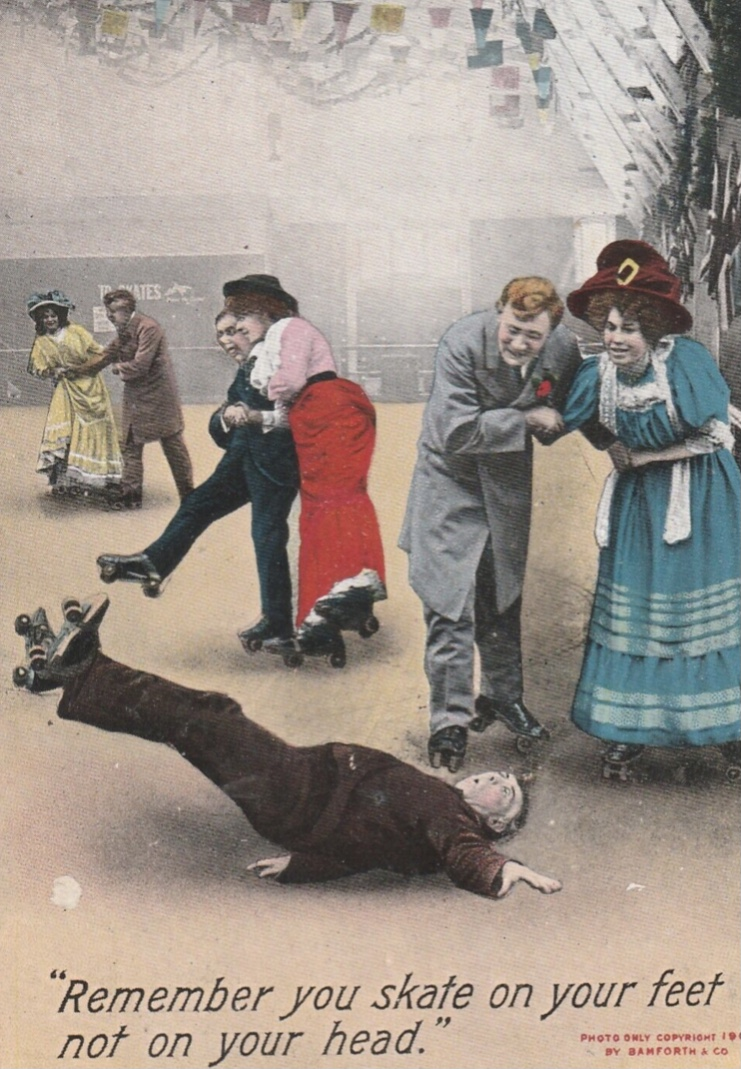
открытка, 1908 год

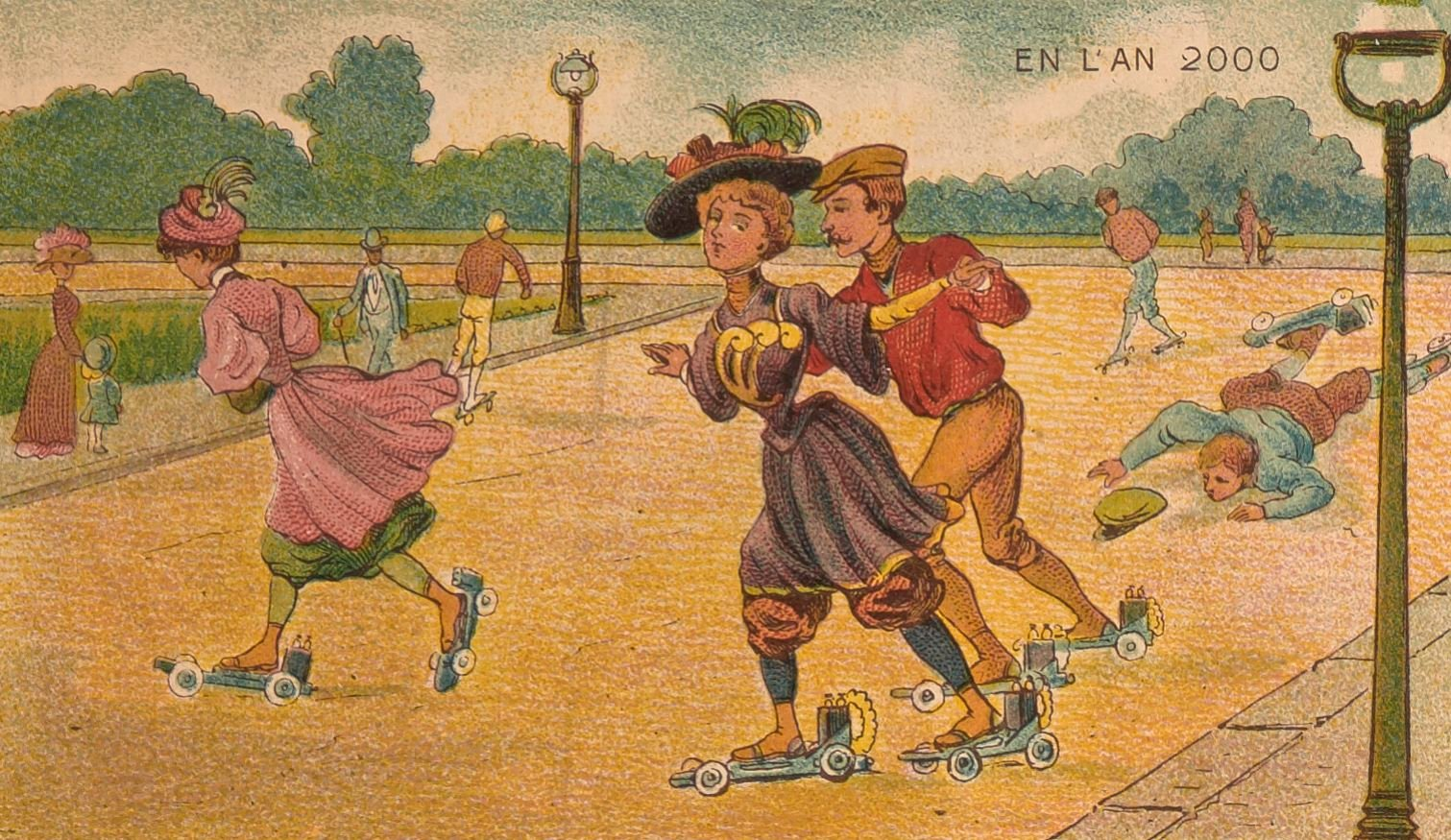
Франция в 21 веке, роликовые коньки на батарейках, рисунок 1910 года

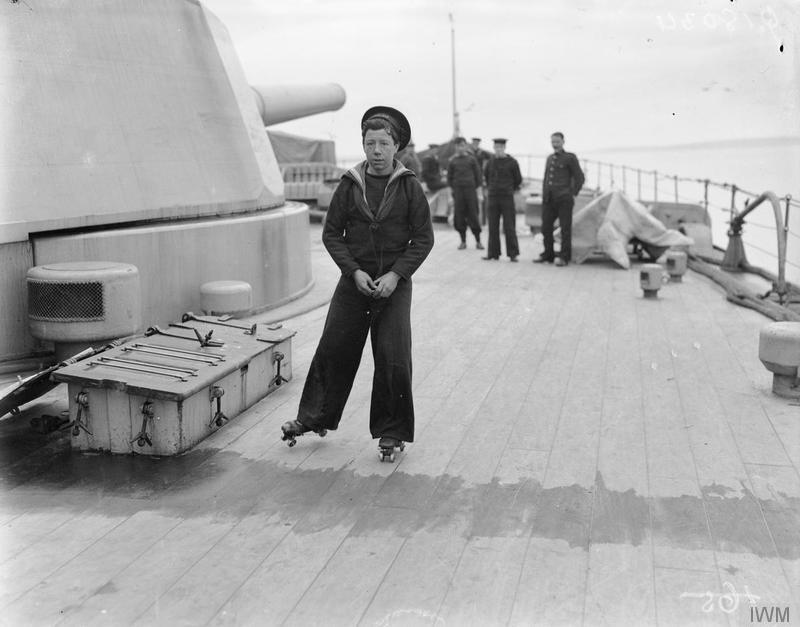
мальчик на роликах на корабле 1914 год

девочка на роликах 1924 год

В 1979 году Скотт Олсон (Scott Olson) и Бреннан Олсон (Brennan Olson) представили роликовые коньки с привычной сегодня схемой расположения колёс в линию (однополозные), разработанные в 1960-х фирмой «Чикагоу Роллер Скэйт Кампани» (Chicago Roller Skate Company). Они решили, что эти коньки имеют большой потенциал для проведения тренировок хоккеистов без льда. В результате были использованы ботинки от хоккейных коньков и применены последние на тот момент технологии. Через несколько лет Скотт Олсон основал компанию «Роллерблэйд» (англ. Rollerblade Inc.) Успех был оглушителен. Вскоре многие другие фирмы стали изготавливать подобные коньки, так что разработки Олсона фактически создали новую индустрию, а однополозные ролики стали гораздо более популярны, чем привычные на тот момент двухполозные. В СССР с 1960-х годов производились однополозные и двухполозные модели.
До середины 1990-х годов практически все роликовые коньки имели жёсткий ботинок, напоминающий горнолыжный ботинок. В 1995 году фирма K2 (англ. K2) представила первые ролики с мягким ботинком, которые гораздо лучше подходили для прогулочного катания и вскоре заняли доминирующую позицию.
В 1997 году в Америке появилась новая фирма Upsidedown, чья первая модель роликов — Damocles — стала поистине революционной. Многие её детали — раму, баклю (пластиковая застёжка в верхней части ботинка, фиксирующая ногу), каф (манжета роликов с жёстким ботинком, на который крепятся бакли), соулплэйты (вставки из жёсткого пластика, крепящиеся к нижней части ботинка и предназначенные для выполнения скольжений) — можно было заменить. Кстати, название компании было символичным: она хотела перевернуть всю индустрию агрессивного стиля катания с ног на голову (английский: upside down), позволив менять практически все детали роликовых коньков на аналогичные, но уже других производителей. Это дало бы роллерам уникальную возможность создать ролики, которые полностью удовлетворяли бы их требованиям и предпочтениям. Спустя год компания поменяла своё название на более короткое и звучное USD и очень скоро превратилась в одну из крупнейших и наиболее уважаемых фирм на рынке агрессивного стиля катания.

## Классификация современных роликовых коньков
Роликовые коньки делятся по стилю катания:

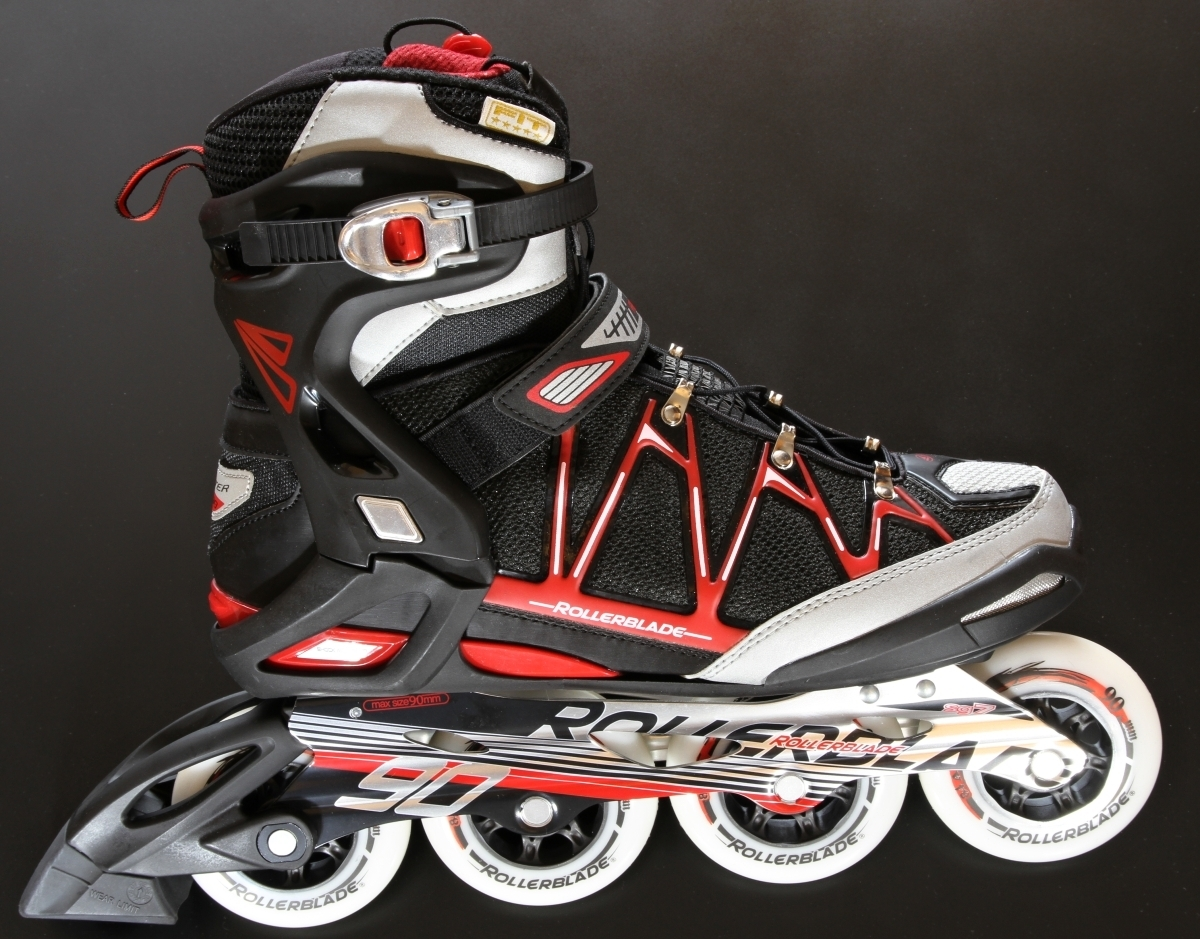
Мужские фитнес-ролики

- Фитнес — катание или бег по ровному асфальту на роликах. Особенностью фитнес-роликов является мягкий удобный ботинок с хорошим отведением тепла и влаги от ноги. Фитнес-ролики — самый популярный вид роликов для начинающих и любителей. Колёса на фитнес-роликах могут быть установлены в одну (называется «Инлайн») или в две (называется «Квад») линии.
Энергичное катание на роликовых коньках сжигает больше калорий, чем бег (374 калории в беге против 425 на роликах за 30 минут)[2][3]. Нагрузка на суставы и позвоночник значительно меньше при катании на роликах.

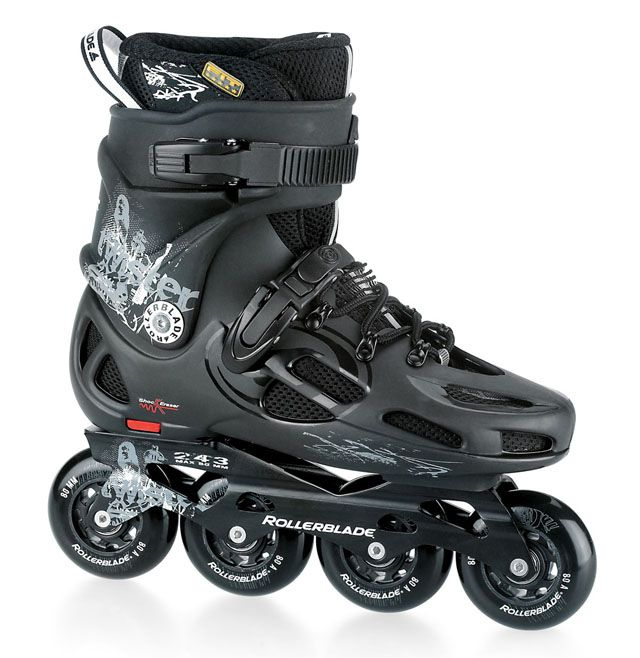
Фрискейт ролики

- Фрискейт (разг. fsk) — быстрое экстремальное городское катание с трюками из прыжков и преодоления препятствий. Особенностью фрискейт роликов является прочный жёсткий ботинок для устойчивости, крепкая рама для прыжков.
- Слалом — артистичное катание по разметке из конусов и выполнение фигур. Особенностью роликов для слалома является уменьшенный вес, жёсткая рама для точной передачи усилий и средняя мягкость для большей свободы движения. Ролики для слалома, как правило, выбирают профессионалы или начинающие роллеры, которые целенаправленно собираются заниматься слаломом.
- Агрессив — экстремальное катание в городе (называется «Стрит») и в рампе (называется Верт) с выполнением прыжков, вращений, скольжений и акробатических элементов. Особенностью агрессивных роликов является массивный тяжелый ботинок для устойчивости и амортизации, короткая по высоте и твёрдая рама для скольжений и широкие маленькие колёса для стабильных приземлений.

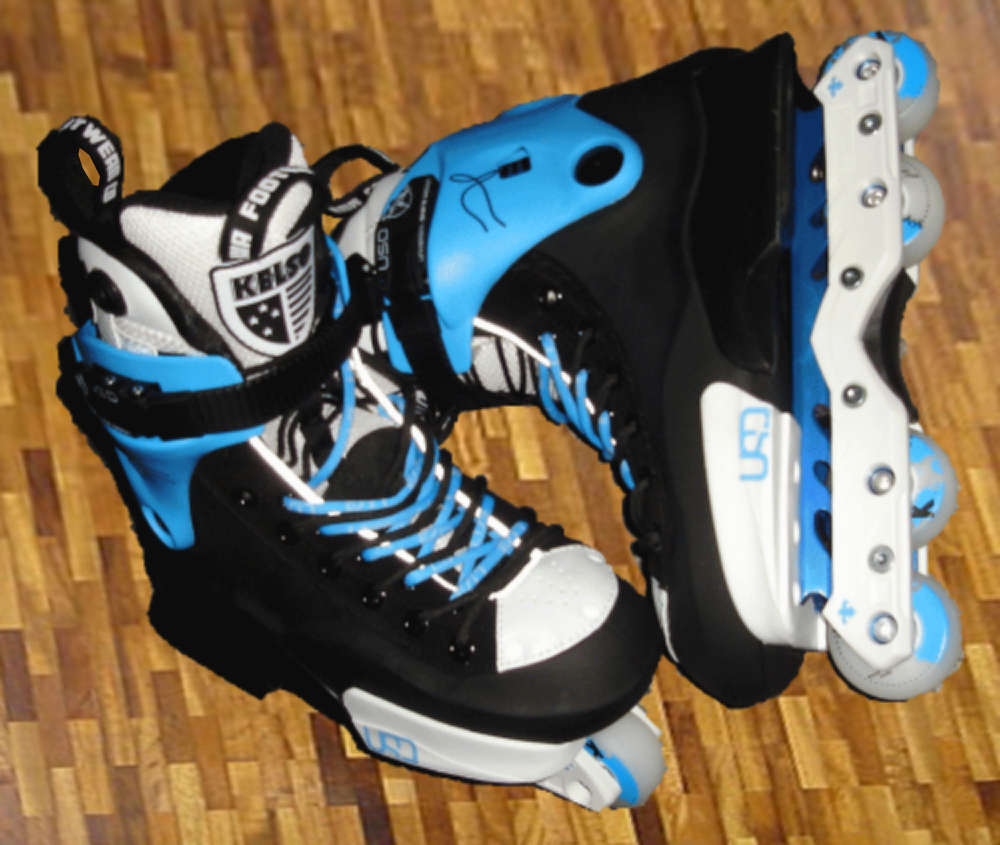
Агрессив ролики

- Агрессив роликиБег — (или спидскейтинг, speedskating) бег на роликах. Особенностью беговых роликов является лёгкий ботинок (да и в целом всю конструкцию стараются максимально облегчить) без боковой поддержки и колёса большого диаметра для максимальной скорости.
- Фигурное катание — выполнение элементов из ледового фигурного катания на роликах. Особенностью роликов для фигурного катания является специальный стопор в передней части рамы, необходимый для выполнения вращений, и колёса, расположенные по дуге, аналогичной форме лезвия для ледовых фигурных коньков.
- Хоккей — игра в хоккей на роликах. Особенностью хоккейных роликов является низкий ботинок для манёвренности, прочность для безопасности и хорошая вентиляция.
- Внедорожное катание — катание вне города и асфальта. Особенностью внедорожных роликов являются большие пневматические резиновые колёса большого диаметра.
- Downhill — «вниз с холма». Скоростной спуск по дорогам «под горку». Отдаленно можно записать к Speed skating. Требования к роликам — обеспечение наибольшей устойчивости, прочность. Могут использоваться длинные рамы с 5 колесами.

## Строение роликовых коньков
Роликовые коньки состоят из следующих частей:
- Внутренник (англ. liner) — мягкий сапожок, фиксирующий ногу внутри ботинка. Внутренник отсутствует на фитнес- и других видах роликов с цельным ботинком.
- Ботинок (англ. shell) — основная часть роликового конька, к которой крепится рама.
- Манжета или Каф (англ. cuff) — система поддержки и фиксации голеностопа. Имеет полукруглую форму и крепится к ботинку. Обычно изготавливается из пластика или углепластика (карбона). Может отсутствовать на профессиональных моделях (беговых роликах) или иметь массивное строение для наилучшей фиксации и поддержки ноги на агрессивных роликах.
- Бакля (англ. buckle) — часть кафа, пластиковый ремень с зубчиками, который используется для фиксации манжеты. Для придания жёсткости ботинку и наилучшей фиксации в некоторых моделях роликовых коньков может быть дополнительно установлена на ботинок и замещать собой пяточный ремень.
- Пяточный ремень (англ. strap) — ремень, крепящийся к ботинку и фиксирующий пятку. Обычно изготовлен из «липучки», реже в виде бакли.
- Рама (англ. frame) — это пластиковая, металлическая и иногда карбоновая (углепластиковая) несущая конструкция, которая с одной стороны прикреплена к ботинку, а с другой к ней крепятся колёса. Рама для роликов может быть съёмной, или являться монолитной частью ботинка. Чаще встречаются съёмные рамы.
- Колёса — полиуретановые колёса различной жёсткости. На дешёвых или детских роликах можно встретить колёса из пластмассы. На роликах-внедорожниках ставят пневматические колёса. В колёса вставляются подшипники и втулки. Колеса крепятся к раме осями.
- Пяточный тормоз — тормозная колодка. Обычно ставится на один ботинок. Бывает пассивный (закреплен) или активный (тормозная колодка опускается, когда ролик выдвигается вперёд).

### Ботинок
Ботинки можно разделить на жёсткие и мягкие, высокие и низкие, а также классифицировать по материалам, из которых они изготовлены: пластик, углепластик (карбон).

#### Мягкий ботинок (англ.SoftBoot)
Ботинки большинства роликов, предназначенных для спортивного катания, — мягкие.
Мягкий ботинок обеспечивает достаточную для большинства случаев управляемость, к тому же он попросту легче, чем жёсткий. Основное его предназначение — создавать ощущение комфорта у людей, которым полная фиксация ноги не нужна.
Большинство роликовых ботинок являются высокими, то есть поддерживают голеностоп от изгиба вбок, что позволяет предотвратить растяжения. Есть также и низкие ботинки, верхняя часть которых заканчивается чуть выше уровня щиколотки, слегка прикрывая её сбоку.

#### Жёсткий ботинок
Жёсткий ботинок хорошо «держит» ступню. Жёсткий ботинок делается достаточно тесным, из твёрдого пластика с внутренним мягким «валенком» (иногда он также называется «лайнер», от английского «liner») и, благодаря этому, хорошо фиксирует ногу. Используется в беговых роликах с низким ботинком, где голеностоп не зафиксирован и с мягким ботинком просто не удастся эффективно бежать, в слаломе, где повышенная фиксация ноги облегчает выполнение особо трудных элементов, во фрискейте и агрессиве ботинках, где нужна повышенная прочность ботинка для выполнения трюковых прыжковых элементов.

#### Каркасный ботинок
Эти ботинки, напоминающие по виду крепления для сноуборда, состоят из пластиковых креплений, в которых закрепляется нога роллера, обутая в кроссовку. Существуют фитнес-модели роликов с таким ботинком, но особую популярность приобрели агрессивные ролики с ботинком такого рода (XSJado).

#### Низкий ботинок
Если это мягкий ботинок (англ. SoftBoot), то высота края ботинка над щиколоткой 2-3 см, такие ботинки называются «training», что подразумевает, что он предназначен для более комфортной тренировки спидскейтеров. Ролики с таким ботинком как правило оснащаются длинной рамой с колёсами от 90 мм.
Беговой ботинок является наиболее низким и жёстким из вышеперечисленных, поэтому требует тщательного подбора под ногу, и, как правило, последующей подгонки. Зачастую профессиональные беговые ролики изготавливаются под конкретного спортсмена. Высота верхнего края бегового ботинка — чуть выше щиколотки. Сам ботинок изготавливается из углепластика (иногда из стеклопластика) с тонкой прослойкой 1-2 мм кожзаменителя (или микрофибры) на внутренней поверхности, для смягчения соприкосновения с ногой. Голеностоп в таком ботинке абсолютно свободен и никак не фиксируется, поэтому для катания в таких ботинках необходима правильная техника. В то же время, жёсткость фиксации стопы позволяет более точно позиционировать конёк при беге, жёсткость подошвы способствует более полной передаче усилия, а свободный голеностоп облегчает движения ноги. К тому же вес такого ботинка намного ниже.

### Рама
Материал и строение рамы определяется стилем катания, которые предполагается при выборе роликовых коньков покупателем. У большинства фитнес-моделей рамы несъёмные, поэтому замена рамы невозможна.

#### Рамы для фитнеса
Обычно имеют длину 240—280 мм (в том числе зависят от размера ноги и соответственно ботинка), изготавливаются из пластика либо алюминиевых сплавов. В такие рамы обычно устанавливаются колеса от 76 до 82 мм.

#### Рамы для хоккея
Хоккей подразумевает значительные нагрузки на раму, в том числе — ударные, поэтому рамы более жёсткие и тяжёлые и обычно более короткие. Изготавливаются обычно из металла, либо, реже, из пластика. Часто рамы хоккейных роликовых коньков имеют возможность установить колеса на разной высоте относительно поверхности (т. н. роккеринг), таким образом, достигается повышенная маневренность. Хоккейные рамы рассчитаны на диаметр колес от 72 до 80 мм.

#### Рамы для слалома, фрискейта
Изготавливаются из металла, причем обычно не легкие алюминиевые сплавы, из которых рама изготовлена методом, а сплавы магния и титана. Рамы изготавливаются экструдированием (выпрессовкой или выдавливанием), либо вытачиваются на высокоточных станках с ЧПУ. Имеют длину от 216 до 270 мм и рассчитаны на установку колес от 72 до 84 мм. Часто имеется возможность установить роккеринг (аналогично рамам для хоккея).

#### Рамы для агрессивного катания
Обычно самые низкие и жёсткие (для дополнительной устойчивости при прыжках), изготавливаются только из пластика. Имеют относительно небольшую длину и рассчитаны на колеса до 61 (ранее, потом появились варианты на 72 — 80) мм диаметром. Иногда содержат заменяемые части, которые подвержены наибольшему повреждению (истиранию) при исполнении трюков.
Рамы для powerbladingа 
Разновидность рам для агрессивного катания, подразумевающая установку колес большего диаметра (до 80мм) с сохранением возможности скользить по перилам и граням (то есть с проточкой посередине). Как правило делаются полностью из пластика.

#### Рамы для скоростного катания (даунхила)
Обычно имеют значительную длину (до 300 мм) и рассчитаны на установку колес диаметром до 125 мм. Изготавливаются из сплавов различных металлов и имеют значительную жёсткость.

#### Материалы для изготовления рам

##### Нейлон (капрон и им подобные материалы)
Данные материалы достаточно мягкие и поэтому используются либо в самых дешевых либо в устаревших моделях роликовых коньков. Часто рама изготовлена как часть ботинка (единая форма для литья). Мягкость материала компенсируется его толщиной. Итогом является относительная тяжесть рамы.

##### Стеклопластик
Композитный материал. При изготовлении рамы в качестве основы (матрицы) используется более жёсткое стекловолокно, которая заполняется нейлоном. Данные рамы легче и жёстче чистых нейлоновых. Технология изготовления относительно недорога, поэтому данные рамы обычно ставятся на роликовые коньки начального уровня либо на роликовые коньки для начинающих. Основной их недостаток — недостаточная прочность рамы, поэтому они плохо переносят высокие прыжки и ударные нагрузки.

##### Углепластик (карбоновые рамы)
Так же композитный материал, однако вместо матрицы используется углеволокно (более жёсткое и легкое нежели стекловолокно) или углеволокно в сочетании со стекловолокном. Основное преимущество таких рам — упругая деформация, то есть рама позволяет себя гнуть в некотором диапазоне и при этом возвращается к первоначальной форме. Недостаток таких рам — они дороже стеклопластиковых, поэтому ставятся на фитнес-модели верхнего уровня.

##### Композит
Такие рамы изготавливаются процессом холодного прессования с последующим спеканием под давлением сендвича из углеткани и стекловолокна. Зачастую такие рамы даже превосходят алюминиевые по прочности и сопротивлению кручению и излому, однако цена позволяет использовать их только на дорогих фитнес-моделях.